# چارلی فاکس (بازیکن فوتبال)
چارلی فاکس (انگلیسی: Charlie Fox؛ زادهٔ ۲۶ نوامبر ۱۹۹۸) بازیکن فوتبال است.
از باشگاه‌هایی که در آن بازی کرده‌است می‌توان به باشگاه فوتبال کویینز پارک رنجرز اشاره کرد.